# 石野枝里子
石野 枝里子（いしの えりこ、1985年12月1日 - ）は、北海道帯広市出身の日本の女子スピードスケート選手である。日本電産サンキョー所属。2006年トリノオリンピック日本代表。

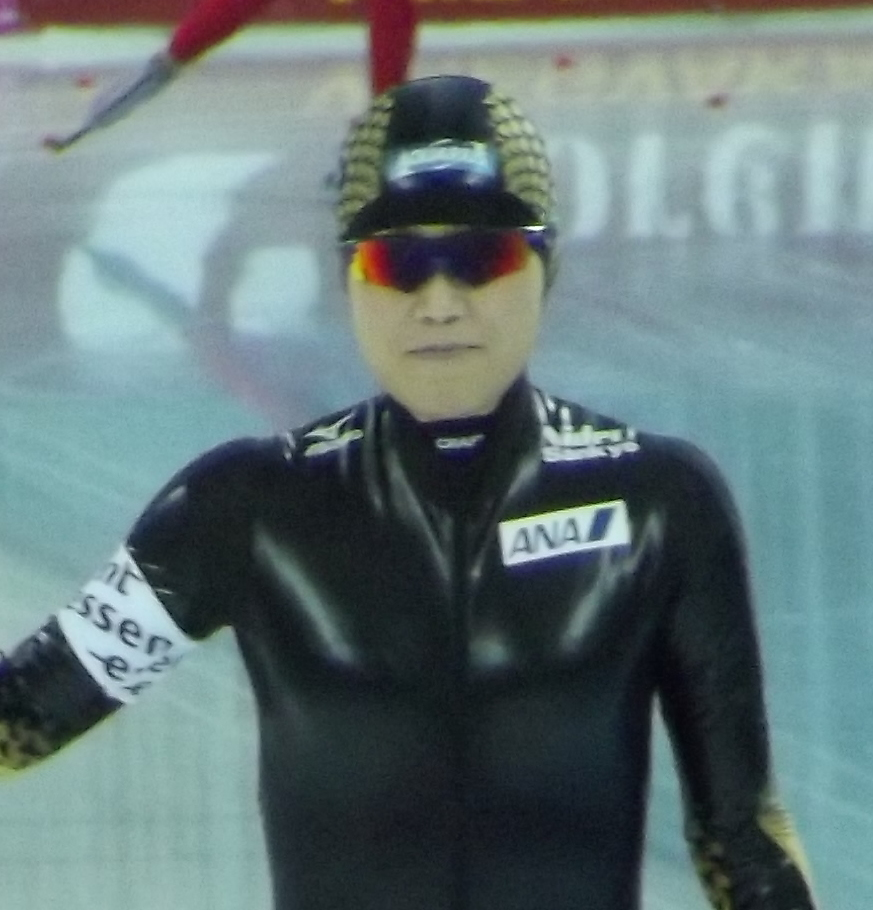
2013年

## 人物
- スケートの名門白樺学園高等学校ではインターハイ1500mと3000mの2種目で3連覇を達成[1]。世界ジュニア選手権でも総合優勝を手にする。
- 高校卒業後の2004年、富士急に入社。2005年には、5000mと総合得点で当時の日本記録を更新。2006年トリノオリンピックにも出場。2007年と2008年は全日本スピードスケート選手権大会連覇を達成。2009年12月のオリンピック日本代表選考会では1500m・3000mとも6位で惨敗。2010年バンクーバーオリンピック出場を逃した。シーズン終了後、富士急スケート部を退部した[2]。
- 2010年6月から日本電産サンキョーに所属[3][4]全日本距離別選手権大会の3000ｍでは2011年に優勝、2012年に3位となった[5]。引退後、2014年4月から2017年3月まで東京都北区のスポーツコンダクターを務めた[6]。
- 女子5000mの現日本記録保持者。

※ちなみに中学校は帯広市立南町中学校で講演会などを行った事もある。